# ゼータクト (レーダー)
ゼータクト（FuMG 38G ゼータクト、独: Seetakt）は、電波測定装置。
第二次世界大戦中にドイツ海軍が使用した初期の船舶用レーダーである。1930年代に開発された。

## 開発史
ドイツ帝国で、ハンス・エーリッヒ・ホルマンが1920年代後半からマイクロ波の研究を始め、この時期、特にマイクロ波を通信に利用することに関心を寄せていた。同僚のハンス＝カール・フォン・ウィリゼンはレーダーに似たシステムに熱心に取り組んだ。これが、後に世界中のほとんどのレーダーシステムの基礎となった。

### GEMA社の設立
1934年、ホルマン、フォン・ウィリゼン、パウル＝ギュンター・エルブスレーはドイツ電気音響機械装置会社（GEMA）を設立。1934年秋、GEMAは船舶探知用の最初のレーダーを製作した。このレーダーは波長50cmで作動し、最大10km離れた船舶を探知することができた。このシステムはクリスティアン・ヒュルスマイヤーの開発と同様で、距離情報を表示することはできなかった。
帝国海軍（後のドイツ海軍）のために、パルスレーダーが開発され、1935年夏、軽巡洋艦ケーニヒスベルクを初めて8kmの距離で50mの精度で探知することができた。これは艦船の射撃管制には十分な性能だった。同じシステムで、距離28km、高度500mの航空機を探知することもできた。この時期、軍事的な実用性も見逃されなかった。陸上型はフライヤ、海上型はシータクトという名称で開発された。当時のドイツ海軍にとって、開発の焦点はまず標的の測距であり、夜間や悪天候時の目標や障害物の認識は次の優先事項であった。ウルツブルグ・レーダー・ユニットが国防軍のために開発された標的レーダーとしての用途は、海軍にとっては当初二の次だった。
最初のプロトタイプは、まだ電波の波長50cm（周波数600MHz）を使用していた。しかし、当時これらの周波数を使いこなすのはまだ難しく、GEMAも特に艦船での乱暴な使用のための連続使用の経験が少なかったため、量産シリーズの最初の装置は電波波長60cm（周波数500MHz）で作動し、1938年1月に装甲艦アドミラル・グラーフ・シュペーに搭載された。グラーフ・シュペーの海軍戦術レーダーは、25km離れた艦船の目標を探知することができた。こうして、一部の先見の明のある将校の主導により、イギリス海軍の79式レーダーやアメリカ海軍のCXAMのように、ドイツ海軍は艦船に個別のレーダーを搭載することになった。海軍もGEMAもこのプロジェクトに高い優先順位を与えなかったため、さらなる開発は遅れた。加えて、機密保持のため、数人しか知らされておらず、故障抑制に関する詳細な資料（回路図など）も搭載されていなかった。1939年以降、多数のドイツ艦船にゼータクト装置が装備された。

## 技術
その後の装置（FMG 41gUやFuMO 29など）は、波長82cmから77cm（周波数は368MHzから390MHz）で運用された。ピーク出力8kW、パルス長3マイクロ秒、パルス周波数500Hzで、海上の船ほどの大きさの目標を、天気の良い日には最大220hm（22km）の距離で探知することができたが、通常は最大探知距離は110hmに過ぎなかった。精度は約70m、角度偏差は3度であった。
約200台のゼータクト・レーダーが製造され、水上艦、潜水艦、さらに沿岸防衛のために陸上でも使用された。潜水艦では、アンテナの設計が低かったため、探知距離は7kmとこれをはるかに下回り、探知範囲も60度に制限された。

## レーダー戦争

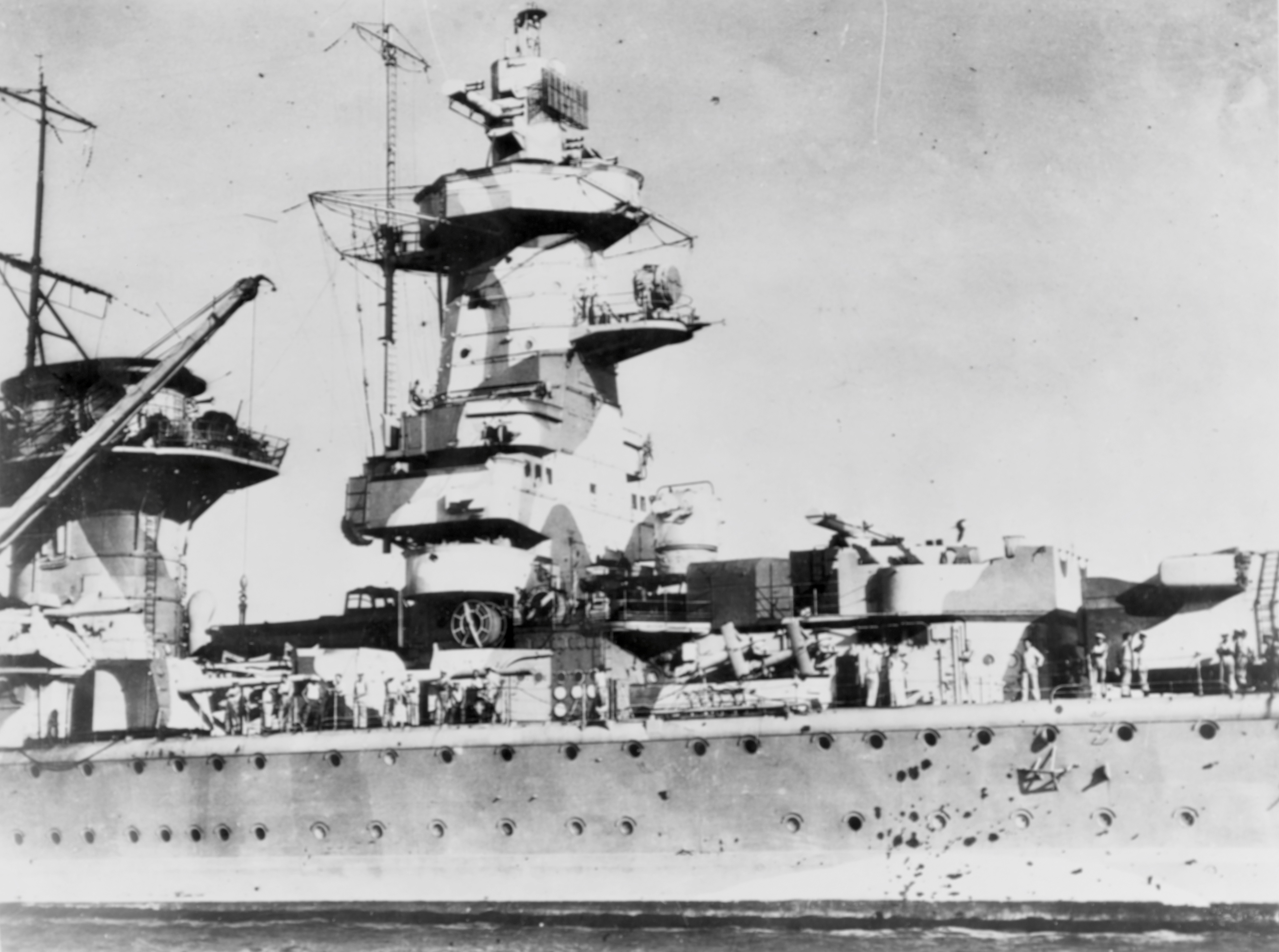
ゼータクトを搭載したアドミラル・グラーフ・シュペー

1939年末には、開発上の制約と依然として低い信頼性のため、ゼータクトは4基しか稼働していなかったが、そのうちの1基は、装甲艦アドミラル・グラーフ・シュペーの1939年9月から12月にかけての拿捕航海で大いに役立った。1939年12月13日、モンテビデオ沖での海戦に巻き込まれ、中立国ウルグアイのモンテビデオ港に寄港しなければならないほどの損害を受けた。そこでは抑留が間近に迫っており、作戦を継続するのに十分な損傷を修復できなかったため、アドミラル・グラーフ・シュペーはウルグアイ領海外の港で3日後に自沈した。乗組員は事前に下船し、収容された。しかし、船はそれほど深く沈んでおらず、上部は完全に水に覆われていなかった。そのため、海時計測装置のアンテナは水面から突き出たままで、英国海軍が検査後に本国に提出した報告書に記載されていた。この報告書に注目した人はほとんどいなかったが、イギリス軍情報部の科学専門家レジナルド・ヴィクター・ジョーンズは例外で、彼にとってこの報告書は非常に明らかになるものだった。このレポートは、アンテナの寸法だけで、使用される周波数範囲について結論を引き出すことができた。
1940年秋、ドイツ軍のレーダー機器について何も知らなかったイギリス海軍は、英仏海峡海域の夜間輸送船団を狙ったドイツの攻撃により、ドイツ側で英国のチェーン・ホームに匹敵するシステムが存在する疑いが生じたため、マルコーニ社の通信技師N.E.デイヴィスにさらなる調査を依頼した。広帯域受信機を使用してドイツ海軍レーダーのビーコンを記録することに成功し、1941年2月、海峡沿岸のドーバー近郊にこれらの周波数に対する6台の妨害送信機が設置され、レーダー戦争が始まった。